# ۱۴۴۱ (قمری)
۱۴۴۱ قمری، هزاروچهارصدوچهل ویکمین سال در گاه‌شماری هجری قمری قراردادی سالی عادی است.
اول محرم این سال روز دوشنبه: (۱۰ شهریور ۱۳۹۸ هجری خورشیدی) برابر با ۱ سپتامبر ۲۰۱۹ میلادی است.